# Rožanci
Rožanci (Servisch cyrillisch Рожанци) is een plaats in de Servische gemeente Barajevo. De plaats telt 523 inwoners (2002).